# Blue Electric Light
Blue Electric Light è il dodicesimo album in studio del cantautore statunitense Lenny Kravitz, pubblicato il 24 maggio 2024 su etichetta Roxie Records e BMG.

## Singolo
TK421 è stato pubblicato il 12 ottobre 2023 in contemporanea col video.
| Recensione         | Giudizio |
| ------------------ | -------- |
| Off Topic Magazine | Positivo |

## Tracce
1. It's Just Another Fine Day (In This Universe Of Love) – 6:20
2. TK421 – 5:27
3. Honey – 3:51
4. Paralyzed – 4:30
5. Human – 4:27
6. Let It Ride – 3:36
7. Stuck In The Middle – 5:11
8. Bundle Of Joy – 5:07
9. Love Is My Religion – 3:48
10. Heaven – 4:50
11. Spirit In My Heart – 4:34
12. Blue Electric Light – 3:53

Durata totale: 55:34